# اشتفان رابیچ
اشتفان رابیچ (آلمانی: Stephan Rabitsch؛ زادهٔ ۲۸ ژوئن ۱۹۹۱) دوچرخه‌سوار اهل اتریش است.